# Das Haus Molitor
Das Haus Molitor è un film muto del 1922 diretto da Hans Karl Breslauer.

## Produzione
Il film fu prodotto dalla viennese Mondial Internationale Filmindustrie AG.

## Distribuzione
In Austria, il film fu presentato a Vienna il 1º aprile 1922.